# Nikolaï Alexandrovitch Benois
Nikolaï Alexandrovitch Benois (né le 2 mai 1901 à Oranienbaum et mort le 31 mars 1988 à Milan) est un décorateur de théâtre qui fut un temps directeur de la Scala de Milan.

## Biographie
Nikolaï est le fils d'Alexandre Nikolaïevitch Benois. Pendant sa jeunesse, la famille habite le grand manoir familial proche de l'Opéra Mariinsky. 
Nikolaï Benois se forme très jeune auprès de son père et travaille comme décorateur de théâtre pour plusieurs ballets et pour le Théâtre Mariinsky.
En 1923, il part vivre à Paris. Il y travaille pour Serge de Diaghilev sur plusieurs ballets. 
En 1927, il part pour l'Italie avec son père Alexandre. 
Il est décorateur principal de la Scala de Milan. 
Collaborant avec Luchino Visconti, Nikolaï devient un expert en fabrication de costumes historiques et de bijoux d’époques. 
Sa fameuse tiare de la Princesse de Russie en faux diamants a été réalisée pour Maria Callas en 1956.  
Les réalisations de Nikolai font références et sont encore exposées dans les musées et étudiées par les créateurs du monde entier. 
En 1936, il est nommé directeur de la Scala de Milan. 
En 1951, il a occasion de voir des dessins d'une jeune peintre : Dolores Puthod, qui deviendra son élève préférée (ensuite, elle travaillera avec lui pendant 9 ans à la Scala de Milan).
Nikolai participe à l'exposition d'art russe de Bruxelles en 1928 et à celle de Paris en 1932. 
Durant cette époque, il cherche à obtenir un visa pour pouvoir travailler à Moscou mais se heurte à un refus des autorités soviétiques. 
En 1937, il prend la nationalité italienne.
Nikolaï Benois a conçu près de trois cents décors pour la Scala et d'autres compagnies renommées dans le monde. 
Il a aussi été directeur artistique pour le film Regina della Scala de Camillo Mastrocinque et Guido Salvini (1937), et chef décorateur pour Le Coup de pistolet de Renato Castellani (1942) et La primadonna d'Ivo Perilli (1943).